# Военно-морское искусство
Вое́нно-морско́е иску́сство, Морское искусство — часть военного искусства, охватывающая теорию и практику подготовки и ведения вооружённой борьбы на море.
Военно-морское искусство нельзя рассматривать вне пространства и времени, ибо по существу своему оно и есть приложение отвлечённых начал военной науки к условиям пространства и времени. 

## История
Элементы военно-морского искусства начали возникать при появления гребного военно-морского флота в Древней Греции, Древнем Риме и других. В общей стратегии военно-морское искусство было второстепенным. Впервые некоторые принципы военно-морского искусства были описаны в работе Вегеция (начало V века нашей эры), в которой он постарался обобщить накопленный опыт использования флота в военных действиях.
Появление парусных кораблей и новых средств навигации (компаса, секстана, морских карт) постепенно повысило значение военно-морского искусства.
В дальнейшем на развитие военно-морского искусства повлияло:
- дальнейшее развитие корабельной артиллерии;
- улучшение конструкции военных кораблей.

На начало XX столетия, в русском военном деле, Военно-морское искусство еще не вылилось в научные формы, то есть не сформировалась как отдельное направление науки (предмета), его изучение началось позже военного искусства. Первые дошедшие до нас исследования в области военно-морского искусства относятся к XVII столетия, и занимался им П. Гост, и до начало XX столетия труды по вопросам военно-морского искусства излагались в исторической форме.

## Состав
Военно-морское искусство состоит из:
- стратегического использования военно-морского флота (морской стратегии);
- морского оперативного искусства (подготовка и проведение морских операций);
- тактики военно-морского флота (морская тактика).

Оперативное искусство и тактика предназначены для достижения целей стратегического использование военно-морского флота, которое является высшей областью военно-морского искусства.